# Квасовка (Омская область)
Ква́совка — деревня в Любинском районе Омской области России, в составе Казанского сельского поселения.
Население — 505 чел. (2010).

## Физико-географическая характеристика
Деревня находится в пределах лесостепной зоны Ишимской равнины, являющейся частью Западно-Сибирской равнины. Речная сеть отсутствует. В окрестностях встречаются осиново-берёзовые колки, в понижениях небольшие болотца. Распространены лугово-чернозёмные солонцеватые и солончаковые почвы. Высота центра — 114 метра над уровнем моря.
По автомобильным дорогам расстояние до областного центра города Омск 66 км, до районного центра рабочего посёлка Любинский — 21 км, до административного центра сельского поселения села Казанка — 4 км.
Климат
Климат резко континентальный, со значительными перепадами температур зимой и летом (согласно классификации климатов Кёппена — влажный континентальный климат (Dfb) с тёплым летом и холодной и продолжительной зимой). Многолетняя норма осадков — 399 мм. Наибольшее количество осадков выпадает в июле — 64 мм, наименьшее в феврале и марте — по 14 мм. Среднегодовая температура положительная и составляет +1,0 °С, средняя температура января −17,9 °С, июля +19,2 °С
Часовой пояс
Квасовка, как и вся Омская область, находится в часовой зоне МСК+3. Смещение применяемого времени относительно UTC составляет +6:00.

## История
Основана в 1910 году переселенцами из Волыни. До 1917 года в составе Любинской волости Тюкалинского уезда Тобольской губернии. В годы коллективизации организован колхоз имени Шмидта.

## Население
| 1920 | 1970 | 1979 | 1989 | 2010 |
| ---- | ---- | ---- | ---- | ---- |
| 130  | ↗764 | ↘618 | ↘484 | ↗505 |